# 1070.
1070. je osmo desetletje v 11. stoletju med letoma 1070 in 1079. 